# 卡內基溝通與人際關係
《卡內基溝通與人際關係——如何贏取友誼與影響他人》（英語：How to Win Friends and Influence People，或譯作《人性的弱點》）是有史以来最畅销的勵志书之一。本书是戴爾·卡耐基的著作，在1936年出版，至今它售出超过1500万本，被翻译成世界上主要的语言。它曾保持在紐約時報暢銷書榜中长达10年之久，它现在已经出版了超过42个版本。
其內容主要講述人際關係，例如溝通策略與生活態度。

## ISBN
- 原文本 ISBN 0671723650，ISBN 1439199191，ISBN 978-143-919-919-0，ISBN 978-009-190-635-1。
  - 《卡內基溝通與人際關係——如何贏取友誼與影響他人》正體中文本， ISBN 978-957-991-608-0
  - 《人性的弱點》，简体中文本， ISBN 978-780-087-583-0